# 萨康尼特河

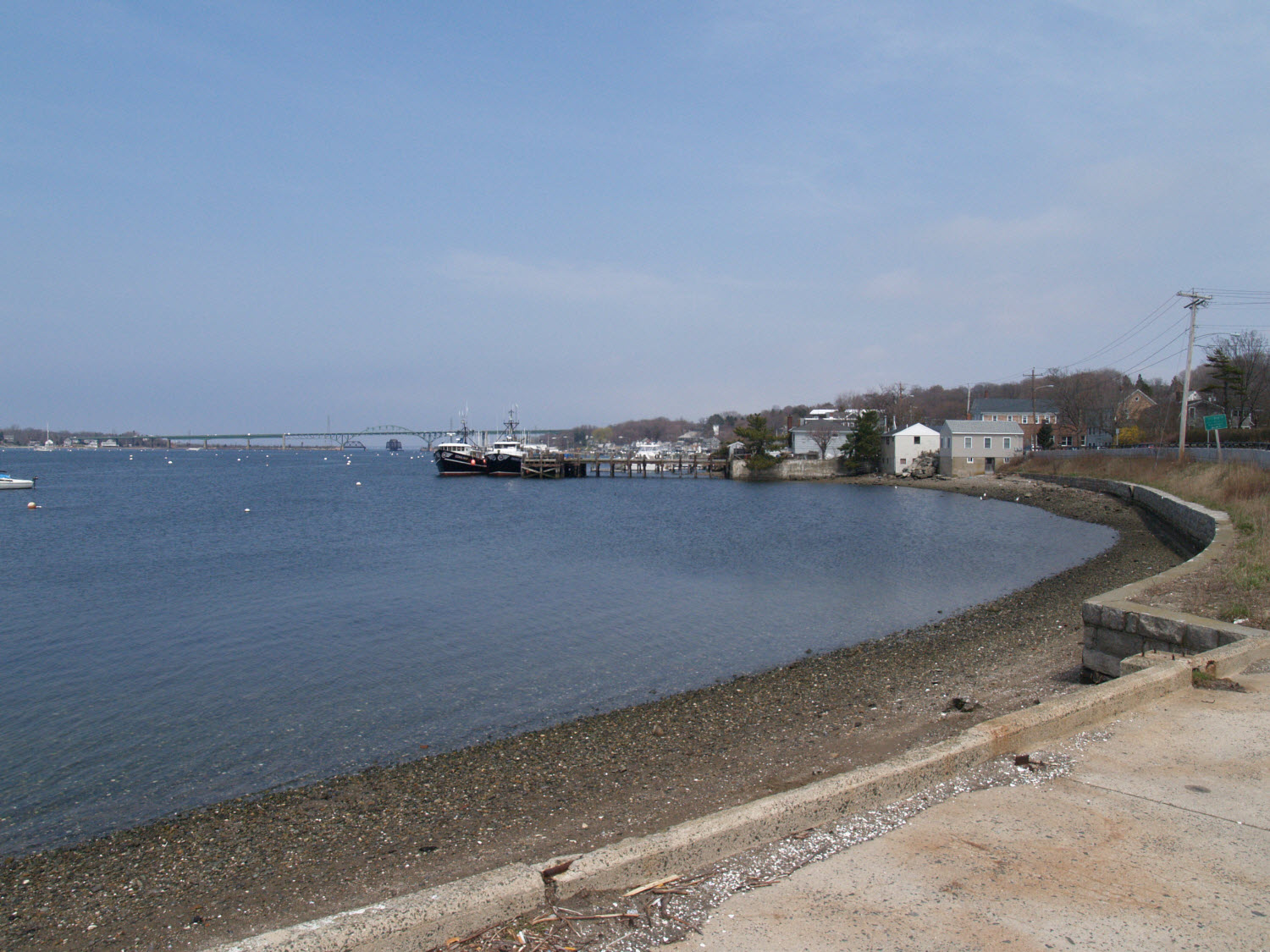
从萨康尼特河北望从蒂弗顿

萨康尼特河（英語：Sakonnet River）是美国羅德島州的一个潮汐海峡，将紐波特縣与其东部的阿奎德內克島分开，长约23公里，连接了芒特霍普湾和罗德岛湾。